# 蛞蝓葡萄贝
蛞蝓葡萄贝（学名：Staphylaea limacina）又稱鸡皮宝螺（Cypraea limacina），为宝贝科葡萄贝属的动物。分布于印度洋-太平洋暖水区，可見於台湾岛及中国大陆的香港、海南岛、西沙群岛等地，属于暖水种。牠們多栖息于低潮区附近的珊瑚礁间或礁石块的下面。该物种的模式产地在印度尼西亚安汶。